# Sebastian Coe
Sebastian Newbold Coe, angleški atlet, politik in športni funkcionar, * 29. september 1956, London, Anglija, Združeno kraljestvo.
Coe je nekdanji angleški atlet, tekač na srednje proge. Za Združeno kraljestvo je nastopil na poletnih olimpijskih igrah 1980 v Moskvi in 1984 v Los Angelesu. Obakrat je postal olimpijski prvak v teku na 1500 m in olimpijski podprvak v teku na 800 m. Na evropskih prvenstvih je osvojil naslov prvaka na 800 m leta 1986, srebrni medalji na 800 m leta 1982 in na 1500 m leta 1986 ter bronasto medaljo na 800 m leta 1978. V svoji karieri je postavil nove svetovne rekorde v treh različnih disciplinah. 5. julija 1979 je s časom 1:42,4 postavil svetovni rekord v teku na 800 m, 10. junija 1981 ga je še popravil na 1:41,73. Rekord je veljal do leta 1997, ko ga je izboljšal Wilson Kipketer. 15. avgusta 1979 je s časom 3:32,1 postavil svetovni rekord v teku na 1500 m, rekord je veljal do junija 1980, ko ga je izboljšal Steve Ovett. 17. julija 1979 s časom 3:49,0 postavil svetovni rekord v teku na miljo. Junija 1980 ga je izboljšal Steve Ovett, toda 19. avgusta 1981 ga je ponovno prevzel Coe s časom 3:48,53. Tokrat je rekord veljal le teden dni, ko ga je ponovno popravil Ovett, Toda Coe ga je dva dni za tem ponovno izboljšal s časom 3:47,33. Rekord je veljal je do leta 1985, ko ga je prevzel Steve Cram.
Med letoma 1992 in 1997 je bil izvoljen v Parlament Združenega kraljestva za Falmouth and Camborne kot član Konzervativne stranke. Uspešno je vodil kandidaturo Združenega kraljestva za Poletne olimpijske igre 2012 v Londonu in vodil tudi organizacijski komite olimpijskih iger. Leta 2015 je bil izvoljen za šestega predsednika Mednarodne atletske zveze.
Leta 2008 je bil med prvimi sprejet v Angleški atletski hram slavnih. Leta 2012 je bil sprejet v novoustanovljeni Mednarodni atletski hram slavnih, kot eden izmed prvih štiriindvajsetih atletov.